# 데드 맨 워킹 (영화)
《데드 맨 워킹》(영어: Dead Man Walking)은 1995년 개봉한 미국의 범죄 드라마 영화이다. 팀 로빈스가 감독과 각본을 맡았으며, 헬렌 프레진의 동명 논픽션이 영화의 원작이다. 주연을 맡은 수전 서랜던은 헬렌 프레진 수녀 역을 연기해 아카데미 여우주연상을 수상했다.

## 출연

### 주연
- 수잔 서랜든
- 숀 펜

### 조연
- 로버트 프로스키
- 레이몬드 J. 배리
- R. 리 이메이
- 셀리아 웨스턴
- 로이스 스미스
- 스콧 윌슨
- 로버타 맥스웰

## 기타
- 협력프로듀서: 알랜 F. 니콜스
- 협력프로듀서: 마크 셀디스
- 미술: 리차드 후버
- 의상: 르네 에를리히 칼푸스
- 배역: 더글러스 아이벨